# Rockingham (Northamptonshire)
Pour les articles homonymes, voir Rockingham.
Rockingham est un village et une paroisse civile du Northamptonshire, en Angleterre. Administrativement, il relève de l'autorité unitaire du North Northamptonshire.
Il est le site d'un château fort construit par Guillaume le Conquérant, qui servit quelque temps de résidence aux rois d'Angleterre : il s'y tint en 1094 un concile pour juger le différend qui s'était élevé entre Guillaume le Roux et Anselme, archevêque de Cantorbéry, au sujet du droit d'hommage au Saint-Siège.
Il comprend également le Rockingham Motor Speedway, un circuit automobile ovale inauguré par la reine Élisabeth II en 2001.